# Lycaenidae
Lycaenidae este a doua cea mai numeroasă familie de fluturi (după Nymphalidae), cu peste 5 000 de specii descrise. Face parte din superfamilia Papilionoidea. 
Subfamilii:
- Curetinae
- Liphyrinae
- Lipteninae
- Lycaeninae
- Miletinae
- Polyommatinae
- Poritiinae
- Theclinae